# Escudilla Bonita
Escudilla Bonita – jednostka osadnicza w Stanach Zjednoczonych, w stanie Nowy Meksyk, w hrabstwie Catron.